# Xã Reading, Quận Sioux, Iowa
Xã Reading (tiếng Anh: Reading Township) là một xã thuộc quận Sioux, tiểu bang Iowa, Hoa Kỳ. Năm 2010, dân số của xã này là 846 người.